# Nottinghamshire
Nottinghamshire ([ˈnotiŋəmˌšiə(r), ˈnotiŋəmˌšə(r)], zkráceně Notts [nots]) je anglické nemetropolitní, ceremoniální a tradiční hrabství. Na severozápadě sousedí se South Yorkshire, na východě s Lincolnshire, na jihu s Leicestershire a na západě pak s Derbyshire. Žije zde přibližně 1,17 milionu obyvatel.

## Administrativní členění
Hrabství se dělí na osm distriktů:
1. Rushcliffe
2. Broxtowe
3. Ashfield
4. Gedling
5. Newark and Sherwood
6. Mansfield
7. Bassetlaw
8. City of Nottingham (unitary authority)